# Patrik Indra
Patrik Indra (* 8. prosince 1997, Jihlava) je český volejbalový hráč hrající na pozici univerzála, nyní již pravidelně reprezentuje Českou republiku na mezinárodních akcích.

## Kariéra
| Roky      | Klub               |
| --------- | ------------------ |
| 2012–2017 | Tj Velké Meziříčí  |
| 2017–2020 | VK Dukla Liberec   |
| 2020–2022 | VK ČEZ Karlovarsko |
| 2022–     | Chaumont VB 52     |